# Багамско-гаитянские отношения
Багамско-гаитянские отношения — двусторонние дипломатические отношения между Багамскими Островами и Республикой Гаити. Багамские Острова не имеют посольства в Порт-о-Пренсе, а Республика Гаити содержит посольство в Нассау.

## История
В XX веке Гаити направила первого консула на Багамы, и с тех пор государства поддерживают тесную и прочную связь из-за схожего национального состава и истории. В 2013 году Антонио Родрике был послом Гаити на Багамах. Государства являются частью Карибского сообщества (КАРИКОМ): Багамы присоединились к нему в 1983 году, а Гаити — в 2002 году.

## Торговля
В 2014 году министр сельского хозяйства Багамских Островов Ренвард Уэллс осуществил официальный визит на Гаити, где посетил несколько университетов, банановых и манговых ферм. Ренвард Уэллс обсудил с гаитянскими чиновниками соответствие местных продуктов питания международным стандартам для экспорта. В 2018 году президент Гаити Жовенель Моиз и премьер-министр Багамских Островов Хьюберт Миннис встретились в Порт-о-Пренсе, чтобы обсудить ряд вопросов, связанных с торговлей, нелегальной иммиграцией с Гаити, сельским хозяйством и развитием отношений. В ходе переговоров было заключено торговое соглашение, позволяющее Багамам закупать фрукты и овощи с Гаити в обмен на сокращение нелегальной иммиграции.

## Нелегальная иммиграция
Двусторонние отношения обострены из-за возросшей нелегальной иммиграции с Гаити на Багамы. Тысячи гаитян бегут с Гаити на Багамы, используя самодельные плоты, что создаёт проблемы безопасности для Багам. Гаити обсудила планы по созданию центра по документированию и депортации беженцев в своём посольстве в Нассау. По оценкам, на Багамах, проживает около 80 000 гаитян. Многие гаитяне на острове работают на низкооплачиваемых работах, таких как: садоводство или строительство.